# S.T.A.L.K.E.R.: Clear Sky
S.T.A.L.K.E.R.: Clear Sky, e um jogo de tiro em primeira pessoa, e uma sequência de S.T.A.L.K.E.R.: Shadow of Chernobyl, foi desenvolvido pela GSC Game World e publicado pela Deep Silver para Microsoft Windows. O mapa do jogo consiste em uma mistura de 50% das suas áreas sendo áreas totalmente novas, mescladas com áreas remodeladas do jogo anterior.
Um terceiro jogo da série, intitulado S.T.A.L.K.E.R.: Call of Pripyat foi lançado em 2009, como uma sequência do Shadow of Chernobyl.

## Desenvolvimento
A engine dos gráficos, X-ray Engine, foi atualizada para a versão 1.5 e inclui suporte a DirectX 10. (Depois um patch foi lançado, 1.5.06, o qual incluía suporte ao DirectX 10.1) Além disso, a IA dos personagens recebeu melhoramentos para se encaixar com a novidade da criação de guerras entre facções.
Também viralizou no Youtube entre canais russos, com frases marcantes do jogo, como Cheeki Breeki ev Damke ou Papali Papali Cyka, gerando várias paródias na plataforma.